# Bilär
Pour les articles homonymes, voir Bilar.

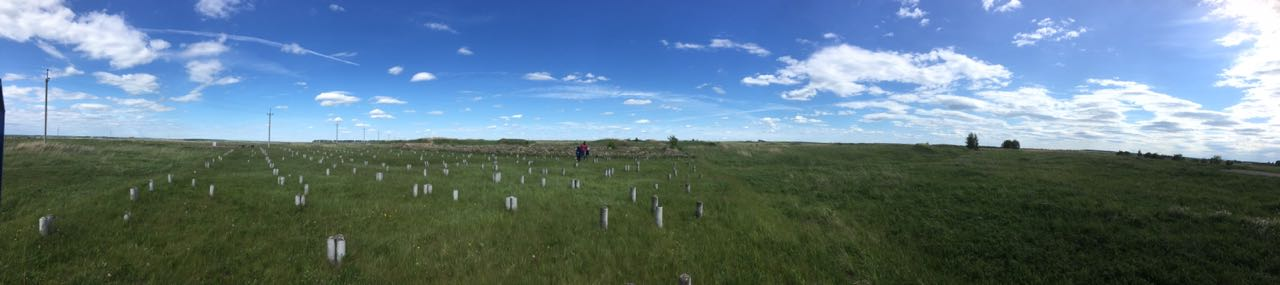
Panorama sur le site de Bilär.

Bilär (en tatar : Биләр ou Bilyar, Bülär, Бүләр) était une cité médiévale de la Bulgarie de la Volga et sa seconde capitale, après Bolghar, jusqu'à sa destruction par les forces mongoles de Batu en 1236. Elle était située sur la rive gauche de la Petite Cheremshan dans ce qui est aujourd'hui le District d'Alexeyevsky au Tatarstan.
La cité fut fondée par les tribus Bulgares des Bilyar. Dans la Chronique des temps passés, elle est également connue sous le nom de la « Grande Ville » (Великий город), parce que sa population dépassait 100 000 habitants. Bilyar était un des points commerciaux et artisanaux principaux du bassin du cours moyen de la Volga et fut donc la capitale de la Bulgarie de la Volga après la mise à sac de Bolghar par le prince Svyatoslav en 969, puis, au tournant du XIIe et XIIIe siècle, de la pression[pas clair] des souverains de Vladimir-Souzdal, notamment André Ier et Vsevolod III, soucieux de défendre leurs frontières orientales. En 1236, la ville fut pillée (en) par l'armée de Batu. Elle fut reconstruite, mais ne réussit jamais à retrouver sa gloire passée.
Les ruines de la cité (près de 8 km2) ont été explorées par Richkov, Tatichtchev, Khalikov et Kouchine.
Bilyar est aujourd'hui un village russe. En 1654, l'armée russe y construisit un fort frontalier. Entre 1930 et 1963, Bilyar fut le centre administratif du raïon de Bilyar. Au recensement de 2000, sa population s'élevait à 2 270 habitants.
En 1877, le chimiste russe puis soviétique Alexandre Arbouzov (en) y est né.

## Hommage Bulgare
La pointe de Bilyar, sur l'île Livingston, dans les Îles Shetland du Sud, au nord de l'Antarctique, reçut ce nom en hommage à la ville de Bilyar.